# Carl Anton Wilhelm Hirschmann

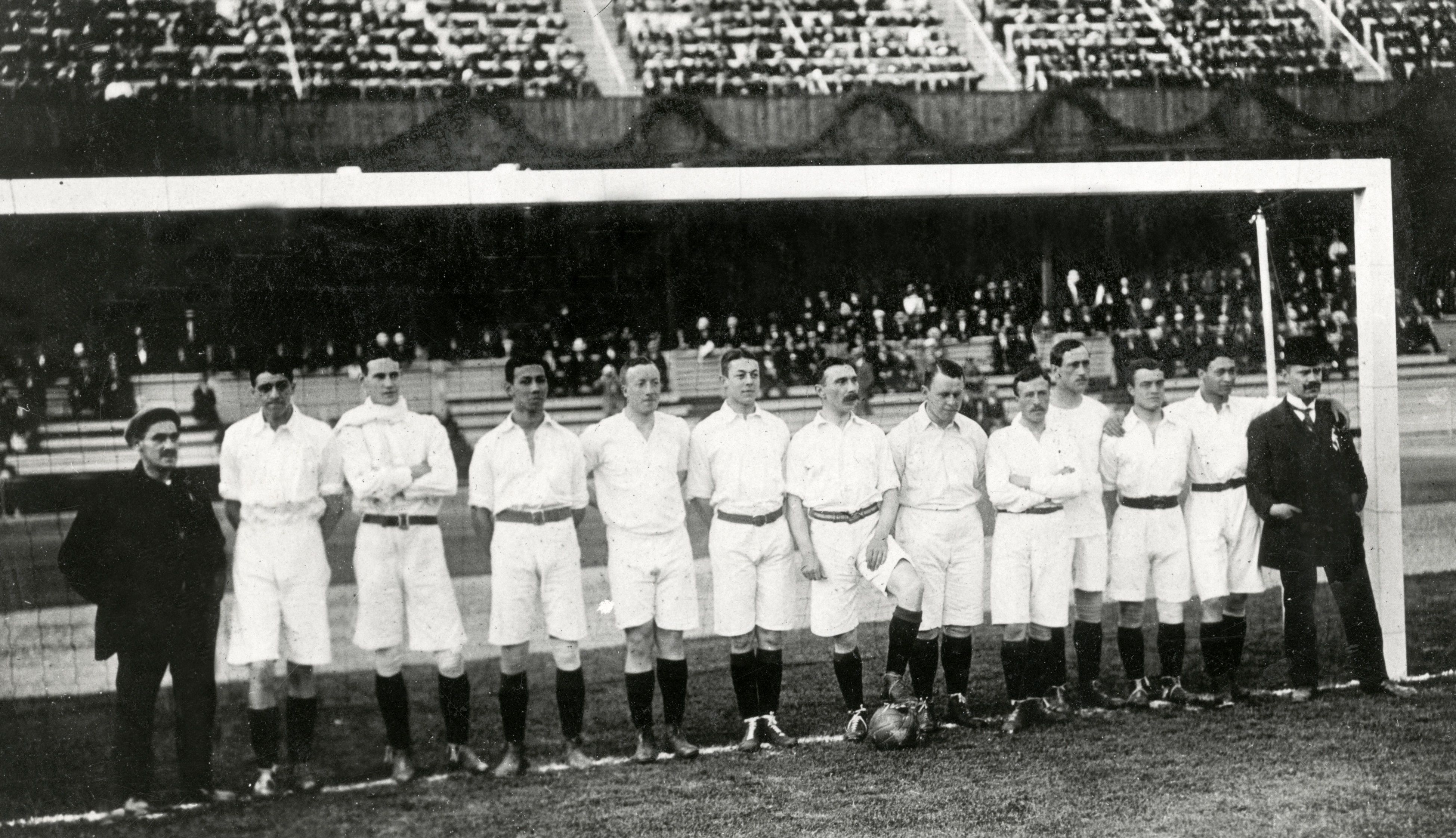
Hirschmann (rechts) mit der Nationalmannschaft bei den Olympischen Spielen 1912

Cornelis August Wilhelm Hirschmann (* 1877 in Medan, Niederländisch-Indien; † 26. Juni 1951 in Amsterdam), genannt Carl Anton Wilhelm Hirschmann oder seltener Carl Anton Willem Hirschmann, auch Hirschman, war ein niederländischer Bankier und Fußballfunktionär und gilt mit Robert Guérin als Gründervater der FIFA, für die er von 1906 bis 1931 als Generalsekretär aktiv war und die er zwischen 1918 und 1921 als interimistischer Präsident führte.

## Werdegang
Hirschmann amtierte zur Jahrhundertwende als Sekretär beim Koninklijke Nederlandse Voetbal Bond (KNVB) und wandte sich nach Absprache mit Robert Guérin 1902 und 1904 mit dem Ziel an die englische Football Association, einen internationalen Verband zu gründen. Nach der eher zurückhaltenden Reaktion durch die F.A. wurde am 21. Mai 1904 die FIFA (Fédération Internationale de Football Association) in Paris im Hinterhaus des Sitzes der Union des sociétés françaises de sports athlétiques an der Rue Saint Honoré 229 gegründet. Hirschmann, der dabei zum Vizepräsidenten der FIFA gewählt wurde, setzte sich in den Folgejahren für die Durchführung eines Internationalen Fußballturniers ein. Der erste Versuch einer Weltmeisterschaft endete aber in einem Fiasko: Das von ihm 1905 organisierte „Weltturnier“ fand keine teilnehmenden Mannschaften. Bis zur ersten Fußball-Weltmeisterschaft sollte es noch 25 Jahre dauern. 1912 wurde Hirschmann wohl auch der eigentliche Begründer des Handballsports, als er die bis dahin weitgehend unbekannte Sportart Fußballspielern empfahl, um außerhalb der Saison fit zu bleiben. Von 1912 bis 1930 war Hirschmann auch Sekretär und Schatzmeister des niederländischen Nationalen Olympischen Komitees (NOK).
Nach dem Ersten Weltkrieg und dem Tod von Präsident Daniel Burley Woolfall war es Hirschmann, der durch seine ehrenamtliche Arbeit als Sekretär und als Interimspräsident der FIFA den Bestand sichern konnte und auf einem Kongress in Brüssel 1919 die Wunden eines langen und blutigen Krieges verheilte. 1920 in Antwerpen wurde ein neuer FIFA-Verwaltungsrat mit provisorischem Charakter gewählt. Er setzte sich aus Jules Rimet als Präsidenten, dem Dänen Louis Oestrup als Vizepräsidenten und Hirschmann als ehrenamtlichem Sekretär zusammen. 1921 wurde Rimet schließlich zum Präsidenten der FIFA gewählt. Seit 1924 war Hirschmann Ehrenmitglied der FIFA und leitete bis ins Jahr 1931 als ehrenamtlicher Generalsekretär die Tagesgeschäfte des Verbands. Er trat zurück, als das Verbandsvermögen durch Spekulationsgeschäfte an der Börse verloren ging. Sein Nachfolger wurde der Deutsche Ivo Schricker; er wurde 1932 der erste Festangestellte der FIFA. Auch seinen Platz als niederländischer NOK-Sekretär verlor Hirschmann wegen der Spekulationsverluste.
Hirschmann war viele Jahre lang Mitglied des niederländischen Nationalmannschaftskomitees (niederländisch Nederlands elftalcommissie) nahm in dieser Funktion Einfluss auf die Zusammensetzung der Mannschaft sowie auf die Verbesserung der Spielqualität.